# Sándor Dávid
Sándor Dávid (Budapest, 1972. augusztus 26. –) magyar szín- és táncművész, koreográfus.

## Életpályája
Általános iskolai tanulmányait a Münnich Ferenc Utcai Általános Iskolában végezte. 1991-ben végzett a Magyar Táncművészeti Főiskolán. 1995–1997 között a szolnoki Szigligeti Színházban szerepelt. 1997–2001 között a Színház- és Filmművészeti Egyetem hallgatója volt, operett-musical szakon. 2001-től rendszeresen szerepel a Madách Színház mellett több színházban és produkcióban, korábban szabadfoglalkozású volt. Felesége Kecskés Tímea színművész.

## Fontosabb színházi szerepei
- Wassermann: La Mancha Lovagja – Sancho
- Szörényi-Bródy: István, a király – Laborc
- A. L. Webber – T. S. Eliot: Macskák – Elvis Trén
- Bernstein: West Side Story – Action, Böhm: PingSzving – Kakas
- Szörényi – Bródy – Boldizsár: István, a király -Fiatal regős
- Calderon – Fábri Péter: A világ nagy színháza – A gazdag
- Webber-Elton-Bródy: Volt egyszer egy csapat – Daniel
- Kander-Ebb: Chicago – Fred Casley
- Stroman-Weidman: Contact: Peter, Terhes nő férje
- Brooks-Meehan: Producerek – Leo Bloom
- T. S. Eliot – A. L. Webber: Macskák: Munkustrapp
- T. S. Eliot – A. L. Webber: Macskák: Ben Mickering
- Kocsák-Miklós: Anna Karenina: Sztyíva
- Idle-Du Prez: Spamalot – Patsy
- Rice-Webber: Jézus Krisztus Szupersztár – Pap/Apostol
- Bolba-Galambos-Szente: Csoportterápia – Ervin Iván
- Vizy-Tóth: Én, József Attila – Komor Bandi
- Neil Simon: Furcsa pár – Vinnie
- Disney-Cameron Mackintosh: Mary Poppins – Berti
- Fekete-Szemenyei-Győrei-Schlachtovszky: Vuk – Sut
- Agatha Christie: Váratlan vendég – Cadwallader őrmester

## Koreográfiái
- Kocsák -Miklós: Anna Karenina
- Koltai János: A primadonna
- Fekete-Szemenyei-Győrei-Schlachtovszky: Vuk

## Film- és tévészerepei
- Gálvölgyi show (2007)
- Hacktion: Újratöltve (2013) ...Orvos
- #Sohavégetnemérős (2016) ...Pincér
- Mintaapák (2020)
- Tóth János (2020) ...Látogató
- Jóban rosszban (2020) ...Tóth Gábor
- Doktor Balaton (2022) ...Tulaj
- A mi kis falunk (2023) ...Szakorvos
- A renitens (2025) ...Faragó

## Díjai, elismerései
- Magyar Állami Operaház különdíja (1991)
- Capri Nemzetközi Táncfesztivál – első helyezés és közönségdíj (1997)